# Brachiones przewalskii
Brachiones przewalskii é uma espécie de roedor da família Muridae. É a única espécie do género Brachiones.
Apenas pode ser encontrada na China.